# 松川未樹
松川 未樹（まつかわ みき、1980年12月15日 - ）は、日本の女性演歌歌手。本名、大朏 美樹（おおつき みき）。
埼玉県児玉郡児玉町（現・本庄市）出身。ワークス・ディ・シィ所属。

## 略歴
- 4歳の時、祖父（デビュー1年前に死去）の影響で演歌歌手を強く志す。村田英雄や三波春夫の曲をいつも祖父と歌っていた。
- 日本テレビの音楽学院を卒業。バックダンサー（ガラガラヘビがやってくる）、コーラス、レポーター、ミュージカルを経験。
- 18歳の時、テレビの音楽番組を通じて岡千秋と出会う。8年間の修行を積む。
- 2007年7月18日、「おんな浜唄」でデビュー。同年12月12日、同曲が第40回日本有線大賞新人賞を受賞。
- 2009年、「松川未樹ファーストコンサート2009」を全国6か所（札幌・青森・仙台・東京・大阪・福岡）で開催。
- 2010年より、日本コロムビア創業100周年記念の「演歌アイドルユニット」コロムビア・ガールズ・コレクションの一員としても活躍。
- 2012年10月25日、デビュー5周年記念曲第1弾「帰望」が第5回日本作曲家協会音楽祭・奨励賞を受賞。
- 2013年12月5日、デビュー5周年記念曲第2弾「冬晩歌」が第46回日本作詩大賞優秀作品賞を受賞。
- 2016年12月30日、デビュー10周年記念アルバム「未樹の歌の旅…」が第58回日本レコード大賞企画賞を受賞[2]。

## 人物
- 血液型：O型
- 身長：159 cm
- 特技：バトン（歴6年）、洗車
- 趣味：ドライブ、愛犬ヨークシャテリアの「りゅうのすけ」と遊ぶこと
- 座右の銘：「なせばなる! なさねばならぬ何事も!!」

## ディスコグラフィ

### シングル
- 全て日本コロムビアからリリース。

| #  | 発売日          | 曲順 | タイトル               | 作詞         | 作曲     | 編曲       | 規格品番   |
| -- | --------------- | ---- | ---------------------- | ------------ | -------- | ---------- | ---------- |
| 1  | 2007年 7月18日  | 01   | おんな浜唄             | 水木れいじ   | 岡千秋   | 伊戸のりお | COCA-16000 |
| 1  | 2007年 7月18日  | 02   | 津軽おなご節           | 新條カオル   | 岡千秋   | 伊戸のりお | COCA-16000 |
| 2  | 2008年 3月19日  | 01   | 哀の海峡               | かず翼       | 岡千秋   | 伊戸のりお | COCA-16080 |
| 2  | 2008年 3月19日  | 02   | じょんがら             | 仁井谷俊也   | 岡千秋   | 伊戸のりお | COCA-16080 |
| 3  | 2008年 10月22日 | 01   | 燃えて恋歌             | 水木れいじ   | 岡千秋   | 伊戸のりお | COCA-16196 |
| 3  | 2008年 10月22日 | 02   | 命うた                 | 高田ゆきお   | 桜田誠一 | 伊戸のりお | COCA-16196 |
| 4  | 2009年 7月22日  | 01   | 私が男に生まれていたら | 麻こよみ     | 岡千秋   | 伊戸のりお | COCA-16292 |
| 4  | 2009年 7月22日  | 02   | 名もなき純情           | 石原信一     | 岡千秋   | 若草恵     | COCA-16292 |
| 5  | 2010年 6月30日  | 01   | おんなの祭り           | 田久保真見   | 岡千秋   | 伊戸のりお | COCA-16391 |
| 5  | 2010年 6月30日  | 02   | 木の葉舟               | 石原信一     | 岡千秋   | 前田俊明   | COCA-16391 |
| 6  | 2011年 5月18日  | 01   | 恋が散る               | 石原信一     | 岡千秋   | 若草恵     | COCA-16472 |
| 6  | 2011年 5月18日  | 02   | 哀…                    | 新井利昌     | 新井利昌 | 若草恵     | COCA-16472 |
| 7  | 2012年 6月20日  | 01   | 帰望                   | みずの稔     | 新井利昌 | 丸山雅仁   | COCA-16608 |
| 7  | 2012年 6月20日  | 02   | 倖せの坂道             | 荒木とよひさ | 若草恵   | 前田俊明   | COCA-16608 |
| 8  | 2013年 5月29日  | 01   | 冬晩歌                 | 岡田冨美子   | 岡千秋   | 若草恵     | COCA-16723 |
| 8  | 2013年 5月29日  | 02   | ほたる火               | 石原信一     | 岡千秋   | 前田俊明   | COCA-16723 |
| 9  | 2014年 10月22日 | 01   | 冬かもめ               | 幸村リウ     | 弦哲也   | 南郷達也   | COCA-16931 |
| 9  | 2014年 10月22日 | 02   | 女の砂漠               | 岡田冨美子   | 岡千秋   | 丸山雅仁   | COCA-16931 |
| 10 | 2016年 1月20日  | 01   | もらい泣き             | 石原信一     | 新井利昌 | 丸山雅仁   | COCA-17096 |
| 10 | 2016年 1月20日  | 02   | おんな舟               | 麻こよみ     | 岡千秋   | 前田俊明   | COCA-17096 |
| 11 | 2017年 6月21日  | 01   | 凛と立つ               | 石原信一     | 岡千秋   | 伊戸のりお | COCA-17303 |
| 11 | 2017年 6月21日  | 02   | 木の葉舟               | 石原信一     | 岡千秋   | 前田俊明   | COCA-17303 |
| 11 | 2017年 6月21日  | 03   | 名もなき純情           | 石原信一     | 岡千秋   | 若草恵     | COCA-17303 |
| 12 | 2018年 7月11日  | 01   | もののふの花           | 石原信一     | 岡千秋   | 伊戸のりお | COCA-17473 |
| 12 | 2018年 7月11日  | 02   | じょんがら             | 仁井谷俊也   | 岡千秋   | 伊戸のりお | COCA-17473 |
| 12 | 2018年 7月11日  | 03   | 演歌はいいね           | 荒木とよひさ | 弦哲也   | 伊戸のりお | COCA-17473 |
| 13 | 2019年 5月29日  | 01   | 祭りだ!和っしょい      | 荒木とよひさ | 杉本眞人 | 川村栄二   | COCA-17626 |
| 13 | 2019年 5月29日  | 02   | ジパングの祭り         | 荒木とよひさ | 高橋誠   | 高橋誠     | COCA-17626 |
| 14 | 2020年 10月7日  | 01   | 私らしくて             | 古伊志       | 杉本眞人 | 川村栄二   | COCA-17814 |
| 14 | 2020年 10月7日  | 02   | あんな男なんて         | Kaori        | 杉本眞人 | 川村栄二   | COCA-17814 |
| 14 | 2020年 10月7日  | 03   | 祭りだ!和っしょい      | 荒木とよひさ | 杉本眞人 | 川村栄二   | COCA-17814 |

### アルバム
| 発売日        | タイトル                                                     | 規格品番      |
| ------------- | ------------------------------------------------------------ | ------------- |
| 2012年5月23日 | デビュー5周年記念 未樹のこころ唄－シングルコレクション2012－ | COCP-37317    |
| 2016年9月21日 | デビュー10周年記念 未樹の歌の旅…                             | COCP-39685〜6 |

## レギュラー番組

### ラジオ
- 歌めぐり風だより（全国18局ネット、2008年1月 - 2009年10月）
- 松川未樹のピンポーン♪回覧板です（スターデジオ、2009年10月 - ）
- 夢スタサタデー・松川未樹の朝のつぶやき（まえばしCITYエフエム、毎月第4土曜日8:15 - ）
- エレジーナイト・松川未樹のミッキー通信（葛飾エフエム放送、毎月不定期月曜日22:00 - ）
- 松川未樹の「私らしく」（北海道北広島市FMメイプル、2021年5月、毎週金曜日15:30-）